# Tritomurus macrocephalus
Tritomurus macrocephalus is een springstaartensoort uit de familie van de Tomoceridae. De wetenschappelijke naam van de soort is voor het eerst geldig gepubliceerd in 1858 door Kolenati.